# Каллесё, Миккель
Миккель Каллесё Андреасен (дат. Mikkel Kallesøe Andreasen; 20 апреля 1997 года, Лемвиг, Дания) — датский футболист, играющий на позиции защитника. Ныне выступает за датский клуб «Раннерс».

## Клубная карьера
Начинал заниматься в родном городе. С 15 лет — игрок академии «Раннерса», откуда выпустился в 2014 году. Выступал за юношеские команды, был в заявках на матч с 2013 года.
26 октября 2014 года дебютировал в датском чемпионате в поединке против «Оденсе», выйдя на замену на 80-й минуте вместо Каспера Фискера. Всего в дебютном сезоне провёл восемь встреч, лишь в одной выйдя в основном составе.
В сезоне 2015/2016 был основным игроком замены, постоянно появлялся на поле. 27 февраля 2016 года забил свой первый гол в профессиональном футболе в ворота «Сённерйюска». Сезон 2016/2017 начал твёрдым игроком основного состава.

## Карьера в сборной
Вызывался в юношеские сборные Дании всех возрастов, однако ключевым игроком так и не стал. Участвовал в отборочных матчах на юношеские чемпионат Европы, но пробиться в финальную часть вместе с командой не сумел.